# Marc A. Cisneros

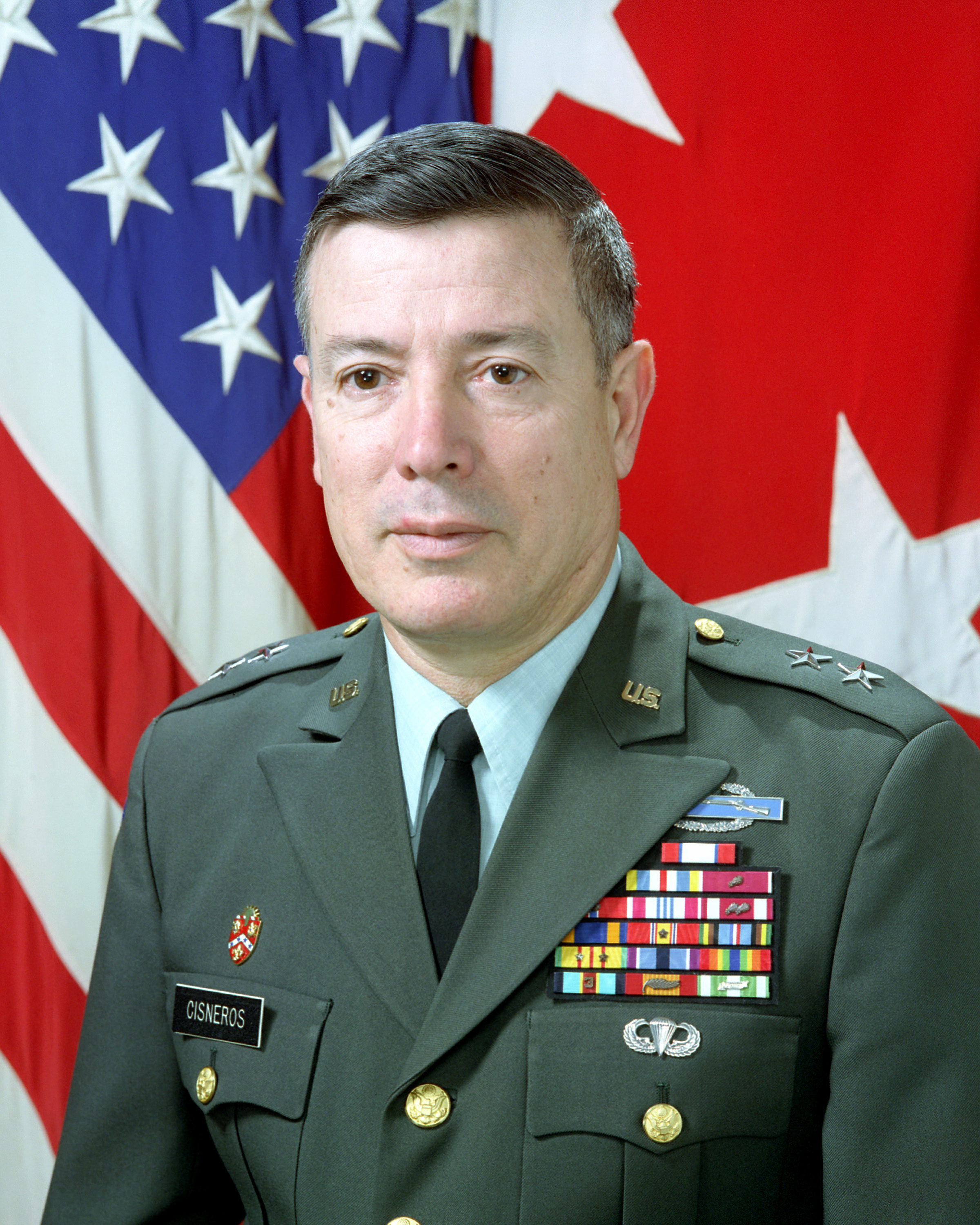
Marc A. Cisneros als Generalmajor (1992)

Marc Anthony Cisneros (* 5. April 1939 in Brownsville, Cameron County, Texas) ist ein pensionierter Generalleutnant der United States Army. Er war unter anderem Kommandeur der 5. Armee.
Nach einer kurzen Zeit als einfacher Soldat in der Reserve des United States Marine Corps gelangte er über das ROTC-Programm der Saint Mary’s University im Jahr 1961 in das Offizierskorps des US-Heeres. In der Armee durchlief er anschließend alle Offiziersränge vom Leutnant bis zum Drei-Sterne-General.
Im Lauf seiner militärischen Karriere absolvierte Cisneros verschiedene Kurse und Schulungen. Dazu gehörten unter anderem die Shippensburg State University in Pennsylvania (1968) und das United States Army War College. Zudem absolvierte er sowohl den Basic Officer Course als auch den Advanced Officer Course an der Field Artillerie School.
In seinen jüngeren Jahren absolvierte er den für Offiziere in den niederen Rangstufen üblichen Dienst in verschiedenen Einheiten und Standorten in den Vereinigten Staaten. Dazu gehörten auch Aufgaben als Stabsoffizier in verschiedenen Hauptquartieren. Gleich zu Beginn seiner Laufbahn war er in Babenhausen in Deutschland stationiert. Danach war er Dozent für Militärwissenschaft an der Saint Mary’s University. Ende der 1960er und Anfang der 1970er Jahre wurde er zwei Mal im Vietnamkrieg eingesetzt.
Zwischen 1975 und 1977 war Marc Cisneros Bataillonskommandeur in Fort Hood in Texas. Es folgten weitere Verwendungen als Kommandeur und als Stabsoffizier. Im Juni 1989 wurde er Kommandeur der US-Bodentruppen am Panamakanal. In dieser Eigenschaft war er an der US-Invasion in Panama, die auch unter dem Namen Operation Just Cause bekannt wurde, beteiligt.
In den Jahren 1992 bis 1994 war er Stabsoffizier beim Deputy Inspector General der Armee im Heeresministerium. Im Februar 1994 übernahm Marc Cisneros den Oberbefehl über die 5. Armee in Fort Sam Houston. Dieses Kommando behielt er bis zum Juli 1996. Anschließend ging er in den Ruhestand.
Nach seiner Pensionierung war Cisneros von 1998 bis 2001 Präsident der Texas A&M University in Kingsville. Seit 2001 leitet er die Stiftung John G. and Marie Stella Kenedy Memorial Foundation in Corpus Christi.

## Orden und Auszeichnungen
Marc Cisneros erhielt im Lauf seiner militärischen Laufbahn unter anderem folgende Auszeichnungen:
- Army Distinguished Service Medal
- Legion of Merit
- Bronze Star Medal
- Defense Superior Service Medal
- Defense Meritorious Service Medal
- Air Medal
- Humanitarian Service Medal